# Sciopero agrario parmense del 1908
Lo sciopero agrario parmense del 1908 fu un lungo sciopero dei lavoratori agricoli, iniziato il 1º maggio 1908 e durato diversi mesi, avvenuto nel parmense con conseguenze destinate a segnare gli anni successivi. Lo sciopero arrivò a coinvolgere 25.497 lavoratori così suddivisi: 6461 spesati, 7693 braccianti, 8343 donne e circa 3000 giovinetti tra i 13 e i 17 anni.

## Antefatti
Tensioni tra lavoratori della terra e agrari erano avvenute già ne 1907 quando, in seguito ad uno sciopero generale, i lavoratori erano riusciti ad ottenere un accordo sull’orario di lavoro, fissando un massimo di undici ore e tredici per gli spesati se avevano l’onere di cura del bestiame. Una vittoria sindacale cui gli agrari, che ritenevano l'accordo troppo favorevole per i lavoratori, risposero nominando un nuovo responsabile della Associazione agraria parmense, l’avvocato Carra. Quest'ultimo decise una serie di azioni volte ad impedire nuove proteste:
1) La creazione di gruppi armati al soldo degli agrari.
2) La firma, da parte degli associati, di un accordo per il quale chiunque avesse disatteso le direttive avrebbe dovuto pagare una penale pari al ricavato di un anno delle loro terre.
3) L'imposizione a diversi proprietari terrieri al disconoscimento dell’accordo sull’orario di lavoro.
Nel frattempo, i sindacalisti rivoluzionari guidati da Alceste De Ambris si rafforzavano facendo di Parma una propria roccaforte

## Lo sciopero
Il 30 aprile 1908, dopo un congresso dela Camera del Lavoro di Parma svoltosi il 26 aprile 1908 che aveva rimandato la decisione, i rappresentanti delle leghe contadine riunitisi a Parma, con votazione segreta, approvavano con 247 voti favorevoli, 6 contrari e 4 astenuti la dichiarazione dello sciopero generale con inizio alle 12 del giorno successivo, venerdì 1º maggio. Allo sciopero aderì, oltre al Partito Socialista guidato da Filippo Turati, anche il Partito Repubblicano, che inviò un contributo finanziario alla Camera del Lavoro di Parma. In questo modo "lo schieramento delle forze sodali con gli scioperanti parmensi si estendeva fino a coprire tutto l'arco occupato dalla sinistra ed era di fatto la più ampia aggregazione di forze che in quel momento risultava possibile. L'intero movimento operaio, nelle sue articolazioni politiche e sindacali, ed anche in molti dei suoi personaggi più rappresentativi, era impegnato a garantire il sostegno di quella lotta, che trovava simpatie e conforto anche negli ambienti della democrazia laica".